# Nuclear Disarmament Party
Die Nuclear Disarmament Party (NDP) war eine australische politische Partei, die im Juni 1984 gegründet wurde. Sie wurde von dem Medizinforscher Michael Denborough als politischer Arm der Antiatombewegung in Australien gegründet, die seit den frühen 1970er Jahren aktiv war.
Die NDP zog überwiegend Wähler des linken Flügels der Labor Party an, die von Bob Hawkes Pro-Atomkraft-Haltung enttäuscht waren. Bei den Bundeswahlen 1984 erhielt die NDP 7,23 Prozent der Stimmen für den Senat und wählte Jo Vallentine zur Senatorin für Westaustralien. Vallentine trat jedoch aus der Partei aus, bevor sie ihren Sitz einnahm, da ihr eine Übernahme durch Trotzkisten, die der Socialist Workers Party angehörten, vorgeworfen wurde. Bei den Wahlen von 1987, einer „double dissolution“, brach die NDP auf 1,1 Prozent der Stimmen ein. Robert Wood wurde als Senator für New South Wales gewählt, wurde aber nach weniger als einem Jahr im Amt vom Gericht für strittige Wahlergebnisse disqualifiziert und durch Irina Dunn ersetzt. Dunn wurde jedoch nach weniger als einem Monat im Amt aus der Partei ausgeschlossen und verbrachte wie Vallentine den Rest ihrer Amtszeit als Unabhängige.
Nach 1987 hatte die NDP keine Wahlerfolge mehr, und die Wahl von 1990 war die letzte, bei der die Partei einen ernsthaften Wahlkampf führte. Nach mehreren Jahren der Inaktivität wurde die Partei für die Wahlen 1998 wiederbelebt. Bei ihrem zweiten Auftritt erhielt sie nur wenig Unterstützung und wurde schließlich im Dezember 2009 offiziell aufgelöst, als sie ihre Registrierung bei der Australischen Wahlkommission (AEC) freiwillig aufgab. In der Zwischenzeit waren viele ihrer ursprünglichen Mitglieder entweder zur Labor Party zurückgekehrt oder hatten sich den Australischen Grünen angeschlossen.

## Geschichte
Die NDP wurde von dem Arzt und Friedensaktivisten Michael Denborough aus Canberra als Reaktion auf die weltpolitische Lage in den frühen 1980er Jahren gegründet, insbesondere auf das Wettrüsten zwischen den Vereinigten Staaten unter Ronald Reagan und der Sowjetunion. Aktivisten wie er waren enttäuscht darüber, dass die 1983 gewählte Regierung der australischen Labor Party unter Bob Hawke keine stärkere Haltung gegenüber der Politik der USA eingenommen hatte, und auch darüber, dass Hawke eine langjährige Politik der ALP, kein Uran abzubauen, umgestoßen und den Abbau in Südaustralien am Olympic Dam in der Nähe von Roxby Downs erlaubt hatte, der inzwischen zu einer der größten Uranminen der Welt geworden ist.
Bei den Bundeswahlen im Dezember 1984 erhielt die NDP 643.061 Stimmen (7,23 % der Stimmen) und lag in allen Bundesstaaten, außer in Tasmanien, wo sie 3,9 % erhielt, über 4 %. Zu den NDP-Kandidaten gehörten Peter Garrett, ein Rocksänger, und Jean Melzer, eine ehemalige ALP-Senatorin aus Victoria. Garrett erhielt 9,6 % der Stimmen in NSW und Melzer 7,3 % in Victoria. Aufgrund einer ungünstigen Verteilung der Präferenzen (siehe australisches Wahlsystem) wurden weder Garrett noch Melzer gewählt. Allerdings wurde die westaustralische Friedensaktivistin Jo Vallentine in den Senat gewählt.
Im April 1985 verließen Vallentine, Garrett und Melzer zusammen mit 30 anderen Mitgliedern die nationale Konferenz in Melbourne und traten aus der NDP aus, weil sie behaupteten, die Partei sei von der Socialist Workers Party (SWP), einer trotzkistischen Gruppe, übernommen worden. Nach der Spaltung wurde Vallentine ein unabhängiger „Senator für nukleare Abrüstung“ und wurde als Kandidat der „Vallentine Peace Group“ bei den Wahlen zur doppelten Auflösung 1987 wiedergewählt.